# 瓦尔斯勒沙斯泰勒
瓦尔斯勒沙斯泰勒（法語：Vals-le-Chastel，法語發音：[vals lə ʃastɛl]）是法国上卢瓦尔省的一个市镇，属于布里尤德区。该市镇总面积3.99平方公里，2009年时的人口为46人。

## 人口
瓦尔斯勒沙斯泰勒人口变化图示